# MI8
MI8 was de Britse militaire inlichtingendienst sectie 8 (British Military Intelligence Section 8), die zich in de Tweede Wereldoorlog bezighield met het verzamelen van inlichtingen die via de ether werden uitgezonden. Deze dienst was ook bekend als Radio Security Service. De dienst hield zich bezig met het ontvangen van radioberichten die uitgezonden werden door Duitse bommenwerpers tijdens de Blitzkrieg in de Battle of Britain.
De huidige Signals Intelligence in het Verenigd Koninkrijk is nu gelegen in de Government Communications Headquarters oftewel GCHQ.